# 瑞士化学学报
瑞士化学学报（德語：Helvetica Chimica Acta）是瑞士化学会创办的科学期刊，由约翰威立出版及在线发行。它发表化学中任何领域的论文，2014年的影响因子为2.164。